# Rap

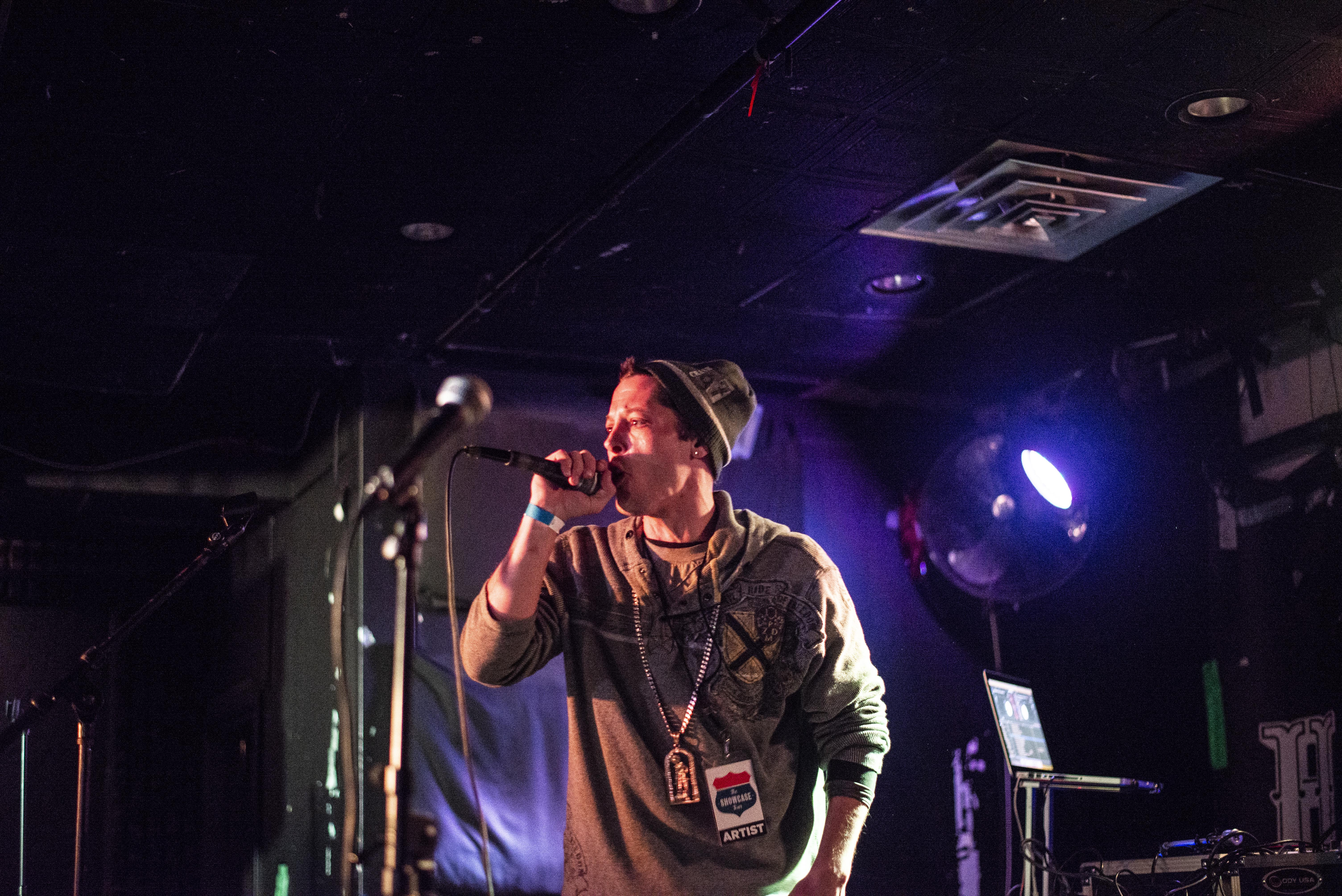
(Przykładowe zdjęcie z koncertu)

Rap (rapowanie) – gatunek muzyki, polegający na recytowaniu najczęściej rymowanego tekstu z podkładem muzycznym.

## Opis

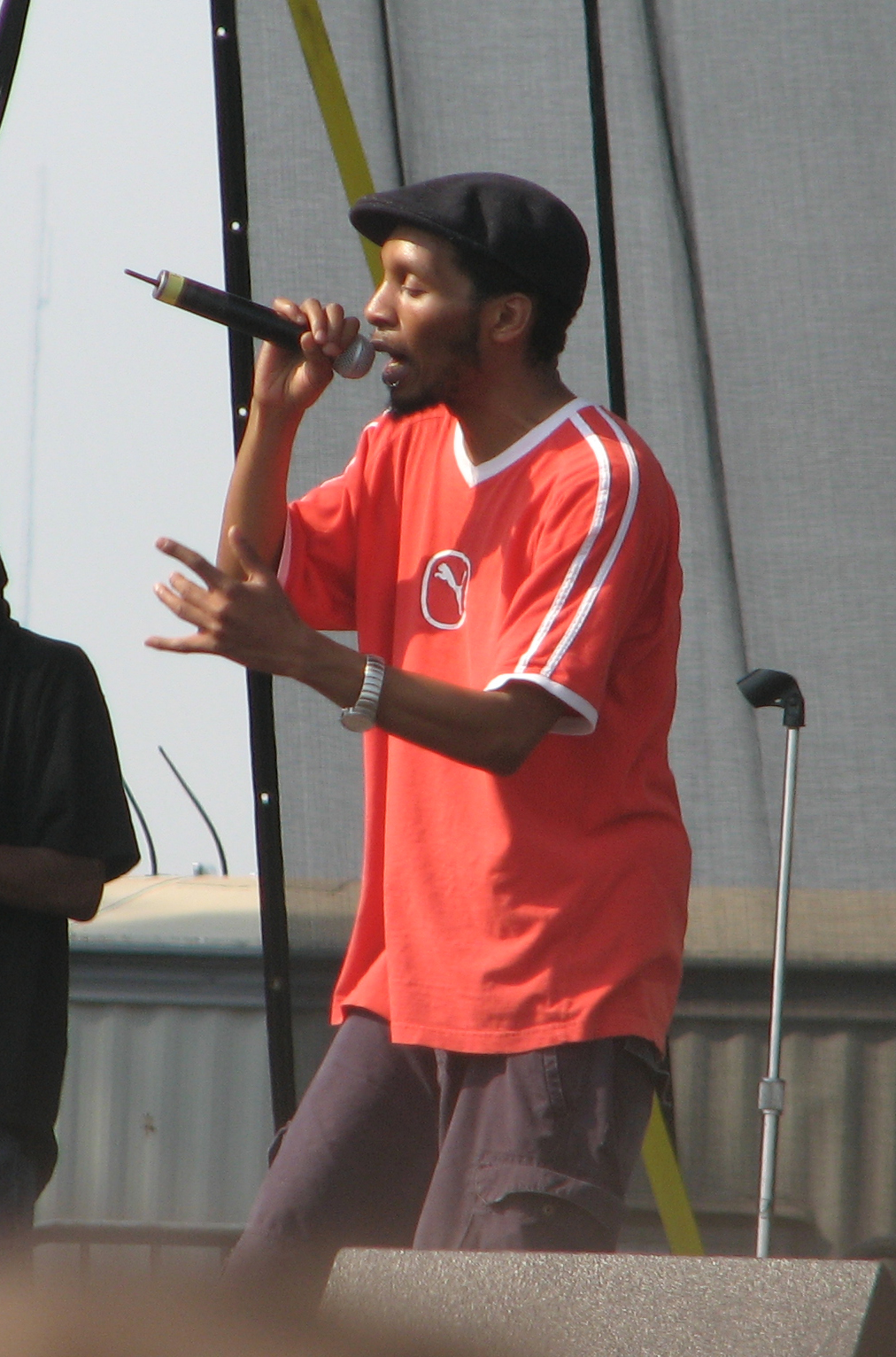
Del the Funky Homosapien podczas występu w 2008 r.

Rap (czasem zamiennie z wyrażeniem hip-hop) określany jest jako styl wykonawczy lub odrębny gatunek muzyczny powstały we wczesnych latach 70. XX wieku w Stanach Zjednoczonych Ameryki wśród disc jockeyów, a od końca lat 70. przez wykonawców zwanych raperami. Chociaż rap powszechnie uważany jest za muzykę, to wielu naukowców wskazuje na jego bliskie pokrewieństwo z poezją. Na rap składają się elementy takie jak: treść tekstu (ang. content), tzw. flow (rytm, rymy, akcentowanie) i przekaz (ang. delivery), czyli w oryginalnym znaczeniu intonacja lub ton, jednak w obrębie kultury hip-hopowej rozumiany często jako nacechowanie emocjonalne ekspresji bądź tekstu w utworach. Rap jako forma wyrazu nie musi być ściśle łączony z amerykańską kulturą afroamerykańską, choć jego rozpowszechnienie w aktualnym kształcie miało miejsce za jej pośrednictwem. Za prekursorów współczesnego rapu uważa się plemiona zachodnioafrykańskie, których członkowie, wedle tradycji Griot, utrwalali w pamięci współplemieńców historie dotyczące swojej tradycji i genealogii. W historii występuje wiele przykładów rapu niezwiązanego z kulturą hip-hop, jak na przykład interakcja z widownią na koncertach Jamesa Browna lub prowokacje słowne boksera Muhammada Alego. Rap, będący rodzajem melorecytacji, definiowany jest jako „silnie zrytmizowany”, i rytmizacja ta jest jego kluczowym elementem. Melorecytacja nie zakłada recytacji utworu w rytm podkładu muzycznego, a jedynie w jego akompaniamencie. Muzyka wykorzystywana, żeby rapować w jej rytm najczęściej nazywana jest bitem (ang. beat).

## Etymologia
Słowo „rap” zostało zapożyczone z języka angielskiego; było używane w brytyjskim angielskim od około XVI w. Oznaczało „lekko i szybko uderzyć”, jak również „wypowiadać coś szybko, żywo”, co zostało odnotowane w Shorter Oxford English Dictionary już w 1541 r., dopiero później zaczęto tym mianem nazywać krótkie przemowy i riposty. Amerykanie również używali tego słowa, o czym świadczy fakt, że znalazło się również w Dictionary of American Slang w latach 60. XX w. w znaczeniu „konwersować”. Pod koniec lat 60. Hubert G. Brown zmienił imię na H. Rap Brown, ale wtedy jeszcze termin ten nie miał konotacji muzycznych.
Rapem nazywano mowę pojawiającą się na nagraniach bluesowych, a później jazzowych. W roku 1971 na albumie Isaaca Hayesa znajdują się ponumerowane utwory o tytułach „Ike’s rap”, a mówione do muzyki słowa stają się jego znakiem rozpoznawczym. W wywiadzie z muzykiem o scenicznym imieniu Del the Funky Homosapien padła z jego ust wypowiedź:

Urodziłem się w 1972 roku ... w tamtych czasach rapowanie polegało na tym, że próbujesz coś przekazać – próbujesz kogoś przekonać. Tym właśnie jest rapowanie: sposobem mówienia.

[oryg. ang.: „I was born in '72 ... back then what rapping meant, basically, was you trying to convey something – you’re trying to convince somebody. That’s what rapping is, it’s in the way you talk”].

## Historia

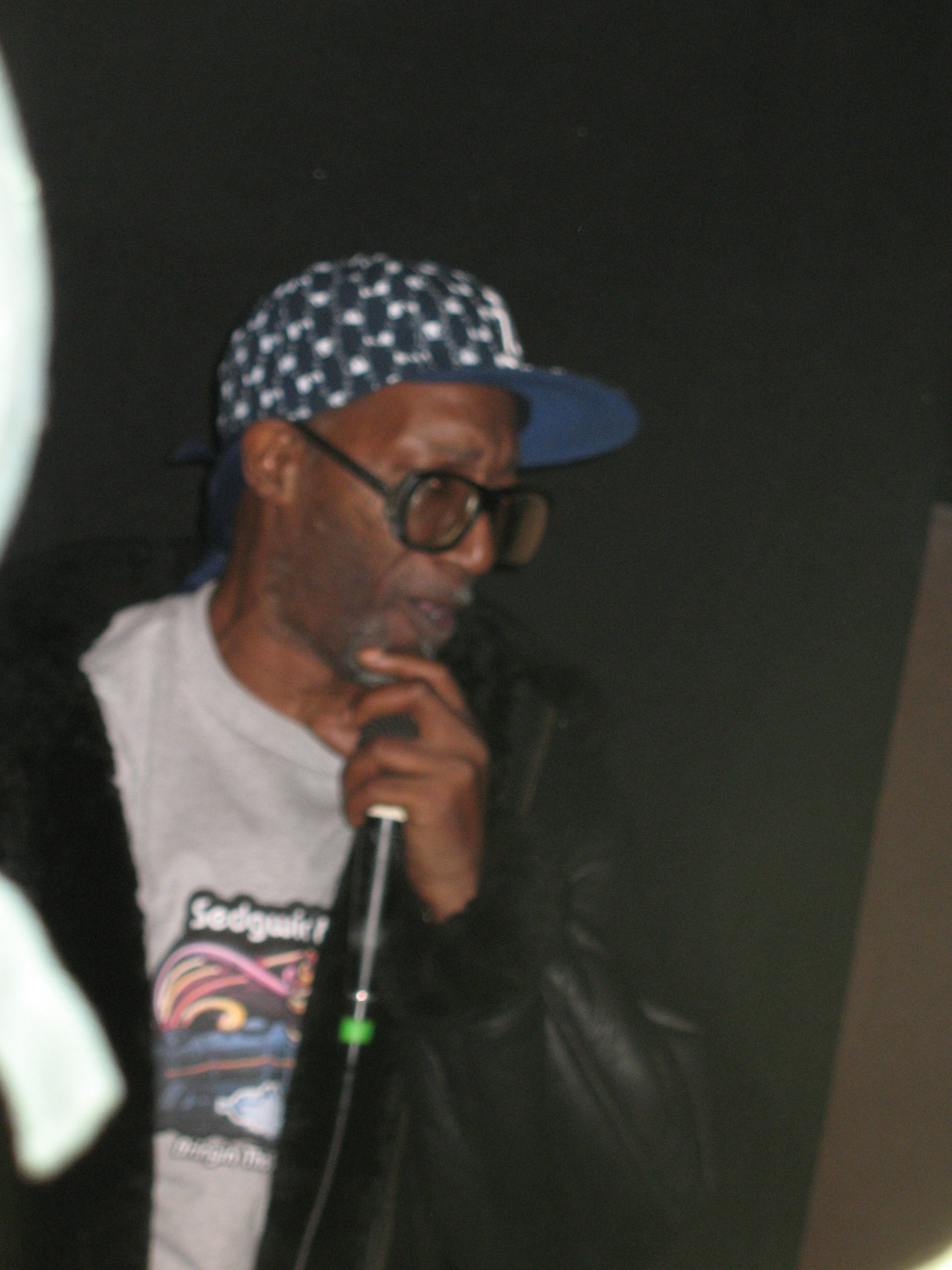
Coke La Rock podczas występu w 2009 r.

Na pierwszych raperów wpływ miała zarówno poezja recytowana do podkładu jazzowego, jak i występy komików. Za pierwszego MC jest często uznawany Coke La Rock, który jako swoje inspiracje podaje Last Poets, Wild Man Steve’a i Richarda Prayora. Znani raperzy z czasów początków kultury hip-hop, tacy jak KRS-One, inspirowali się twórczością Gila-Scotta Herona, jazzowego muzyka oraz poety.

Zarówno rap (jako gatunek muzyczny), jak i cała kultura hip-hop powstawała we wczesnych latach siedemdziesiątych dwudziestego wieku. W tamtych czasach nastąpiła popularyzacja tak zwanych „block parties”, czyli imprez organizowanych na ulicach. W Nowym Jorku taka forma spędzania czasu była praktykowana głównie przez mniejszości afroamerykańskie, karaibskie i latynoamerykańskie. Na tego rodzaju wydarzeniach najważniejszymi osobami byli DJ-e (ang. disc jockey), czyli osoby puszczające muzykę z płyt winylowych, często skupiając się na tak zwanych „break’ach”, czyli partiach instrumentalnych lub perkusyjnych. Z czasem partie te zaczęły być coraz ważniejszym elementem takich imprez, tańczono do nich (stąd nazwa breakdance) i miksowano je między sobą. Później osoby prowadzące „block parties” nazywane były mistrzami ceremonii, a powstały z tej nazwy (master of ceremony) skrót „MC” przyjął się jako podstawowe określenie rapera. Rap we współczesnej formie narodził się organicznie; mikrofon z początku był używany jedynie do ogłaszania kolejnych imprez, ogłoszeń bieżących, później zapowiedzi i ich stopniowe przekształcenie w rapowane wersy. 

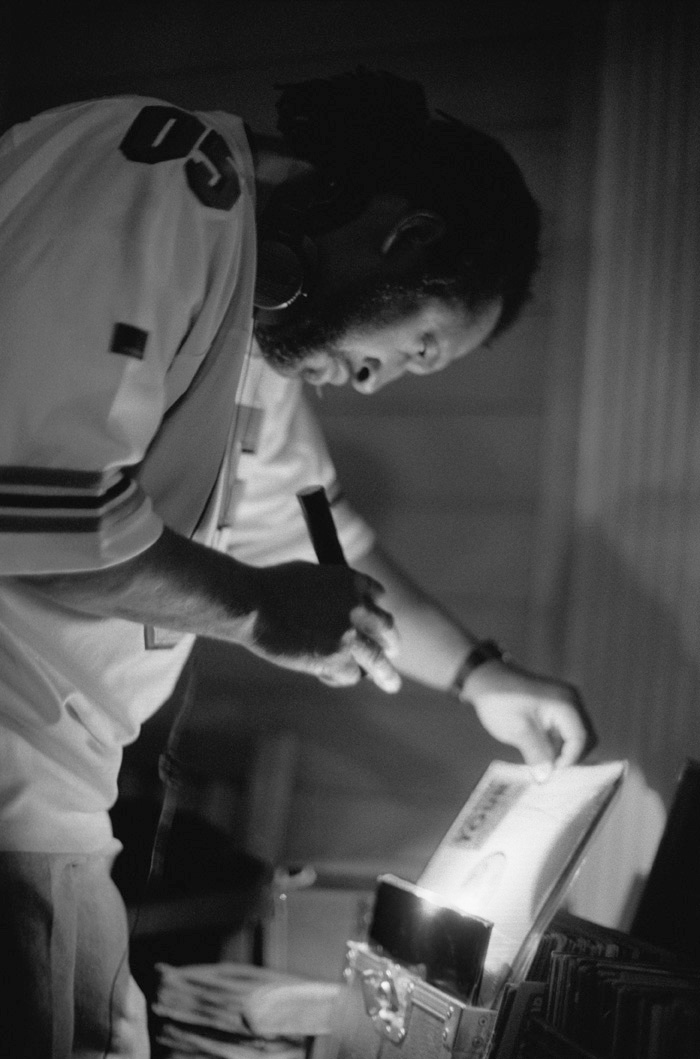
Kool Herc, 1999 r.

Ważną postacią dla początków rapu jest osoba uznawana za pierwszego DJ-a hip-hopowego, czyli DJ Kool Herc. Prowadzone przez niego wydarzenie w roku 1973 jest powszechnie uznawane za narodziny hip-hopu. Niektórzy badacze muzyki karaibskiej sugerowali połączenie początków rapu z jamajską tradycją toastingu, jednak sam Kool Herc zaprzecza takowemu, mimo tego, że był jamajskim imigrantem:

Jamajski toasting? Nie, nie. Tu nie ma związku. Nie mogłem grać reggae na Bronxie. Ludzie by tego nie zaakceptowali. Inspiracją dla rapu jest James Brown i album Hustler’s Convention

[oryg. ang.: „Jamaican toasting? Naw, naw. No connection there. I couldn’t play reggae in the Bronx. People wouldn’t accept it. The inspiration for rap is James Brown and the album Hustler’s Convention”] – cytat ten, jak i zapewnienie, że DJ był zbyt młody, gdy jeszcze mieszkał na Jamajce sugerują dalsze połączenia z bluesem i funkiem.

### Złoty wiek hip-hopu

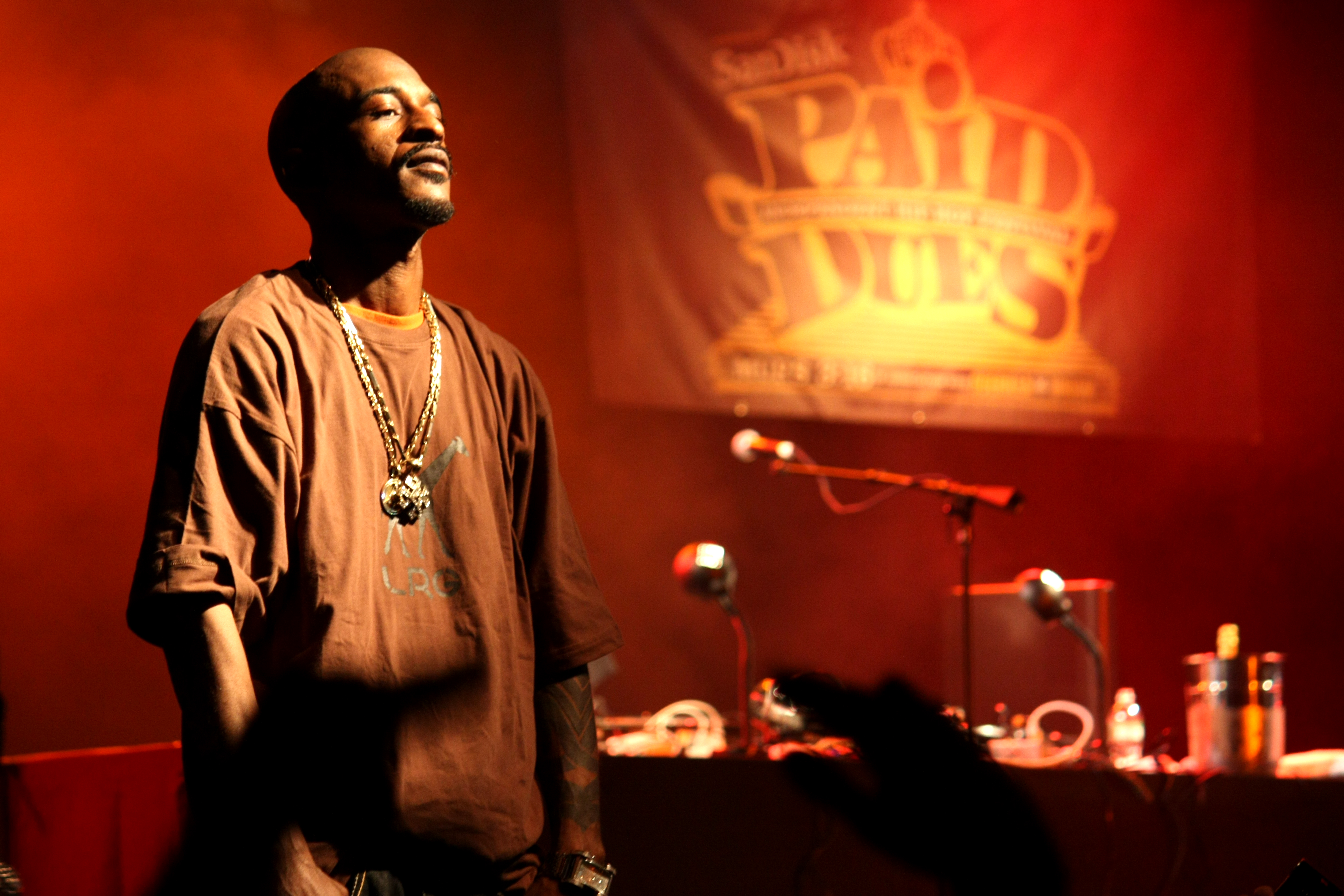
Rakim na festiwalu „Paid Dues”

Złoty wiek hip-hopu (od połowy lat 80. do wczesnych lat 90. XX wieku) był to czas, w którym liryka hip-hopowa przeszła największą transformację w historii gatunku. Jak sugeruje cytat Williama Jelani Cobba „w tych złotych latach, krytyczna masa wyjątkowych talentów tworzyło swoją sztukę, ale i definiowali siebie samych jednocześnie”. Raperzy jak Chuck D, Big Daddy Kane, KRS-One i Rakim właściwie wynaleźli skomplikowane gry słowne i „liryczne kung-fu” późniejszej muzyki hip-hop”. Koniec tego złotego okresu w historii hip-hopu, ale również i rapu datuje się na lata 1993–1994.

## Flow

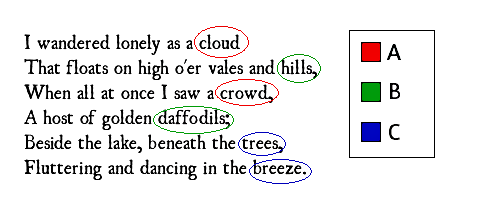
Bardzo prosty przykład zaznaczonego na tekście schematu rymów.

Flow definiuje się jako „rytmy i rymy” i to jak wpływają one na siebie nawzajem w obrębie utworu. Bogaty opis flow i technik rapowania znajduje się w książce „How to Rap”. Według niej na flow składają się rymy, ich schematy oraz rytm. Czasami używa się tego określenia do mówienia o elementach należących w teorii do „przekazu”, takich jak melodia, ton, głośność; obecnie często odchodzi się od oryginalnej definicji poprzez jej rozszerzenie.
W pierwszych utworach hip-hopowych flow jest proste i powtarzalne. MC, który jest uważany za podręcznikowy przykład tzw. "old-school flow" tworzył pod pseudonimem Melle Mel. Stworzył on niemały trend w środowisku hip-hopowym i wielu artystów rapowało inspirując się nim aż do roku 1986, gdy Rakim, prekursor bardziej skomplikowanych układów rymów, zrewolucjonizował rap (jako gatunek muzyczny). 

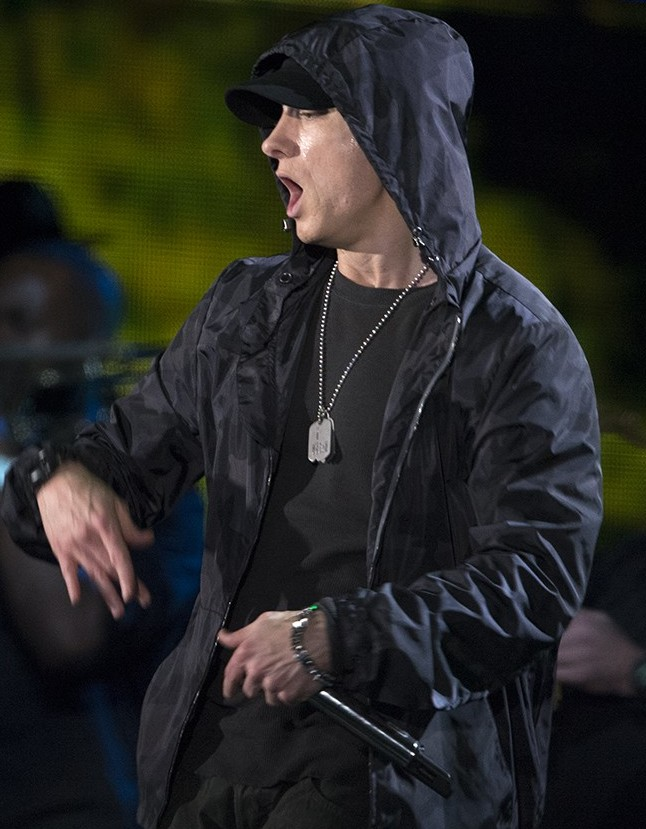
Eminem podczas koncertu w 2014 r.

Kolejną istotną postacią w historii flow jest Notorious B.I.G., który był prekursorem flow najsilniej obecnego w muzyce hip-hopowej lat 1994–2002. W 2002 roku Eminem tworzy hit „Lose Yourself”, który rozpoczyna kolejny okres w ewolucji flow.
Podział ten, stworzony przez Kool Moe Dee, nie jest na pewno jedynym słusznym, jednak dobrze obrazuje zmiany zachodzące zarówno w muzyce hip-hop na drodze jej rozwoju, jak i w ewolucji pojęcia flow samego w sobie. Wywiad, w którym była o tym mowa miał miejsce w roku 2003, od tamtego mniej więcej czasu rap zaczął by używany i łączony z coraz większą różnorodnością podkładów oraz melodii (prekursorem rapu łączonego ze śpiewem był Egyptian Lover) i nie jest tak łatwo mówić o trendach rządzących całym gatunkiem muzyki wykorzystującym rap, gdyż jest on zbyt szeroki.
Badacze hip-hopu używają tzw. diagramów flow. Książki pt. How to Rap, How to Rap 2 wykorzystują takie diagramy w celu wyjaśnienia m.in. trójwierszy, układów rymów i różnych technik obecnych w utworach. Podobne diagramy były wykorzystywane również przez Adama Krimsa w książce Rap Music and the Poetics of Identity, jak również Kyle Adams w swoich pracach naukowych.

### Style
Jest wiele stylów flow, badacze i osoby zajmujące się taką muzyką profesjonalnie stosują rozmaite terminologie; stic.man z duetu Dead Prez wyróżnia następujące style:
- „The Chant”, używany przez artystów takich jak Lil Jon czy Project Pat
- „The Syncopated Bounce”, w wykonaniu np. Twista lub Bone Thugs N Harmony
- „Straight Forward”, np. Scarface, 2Pac, Melle Mel, KRS-One circa Boogie Down Productions era, Too Short, Jay-Z, Ice Cube, Dr. Dre czy Snoop Dogg
- „The Rubik’s Cube”, przykłady: Nas, Black Thought of The Roots, Common, Kurupt, i Lauryn Hill
- „2-5-Flow”, biorący swoją nazwę od numery kierunkowego do Kenii „+254”, używany przez Camp Mulla

Badacz Adam Krims używa następujących pojęć:
- „sung rhythmic style”; Too Short, Grandmaster Flash and The Furious Five, and the Beastie Boys
- „percussion-effusive style”; używany przez B-Real z Cypress Hill
- „speech-effusive style”, np. Big Pun
- „offbeat style”; E-40, Outkast

## Raper a MC
Już na początku lat 80 osoby rapujące na block parties czy innych wydarzeniach, nazywano MC (czyt. emsi), czyli Mistrz Ceremonii (skrót od angielskiego Master of Ceremony). Jest to nazwa, która z czasem i rozwojem gatunków muzycznych wykorzystujących rap (jako formę przekazu werbalnego) zaczęła tracić na popularności i obecnie używania jest rzadziej, głównie przez bardziej konserwatywne osoby związane z kulturą hip-hop, często odnosząc się do artystów, których umiejętności performatywne stoją na wysokim poziomie. Cool G Rap wspomina „mistrzowie ceremonii, od czego wziął się termin MC, mieli za zadanie utrzymywać imprezę przy życiu”. Jako pierwszy określał się tym mianem przed szeroką publicznością MC Hammer, autor kultowego utworu „U Can’t Touch This”.